# Список королів Кенту
Цей список включає в себе монархів ютського англосаксонського королівства Кент. Роки правління перших королів відомі тільки за Бедою Преподобним. Тутул монарха був — король Кенту (rex Cantiae) або король кентійський (rex Cantuariorum).
Фактично останнім королем Кента був Бальтред, який правив до 825 року. Надалі королями Кента ставали королі Вессекса.

## Список монархів королівства Кент
| Роки правління                                     | Ім'я                     | | Примітки                                                                                               |
| -------------------------------------------------- | ------------------------ | --- | --- |
| 455-488                                            | Генґіст                  | немає даних | батько Еріка                                                                                           |
| невідомі                                           | Горса (давн-англ. Horsa) | немає даних | брат Генґіста                                                                                          |
| 488-512                                            | Еск                      | немає даних | син Генґіста                                                                                           |
| невідомі                                           | Окта                     | немає даних | син Еска                                                                                               |
| невідомі                                           | Ерменрік                 | немає даних | батько Етельберта І                                                                                    |
| 591-616                                            | Етельберт І              | немає достовірних даних | перший християнський король Кента                                                                      |
| 616-640                                            | Едбальд                  | немає достовірних даних | син Етельберта                                                                                         |
| невідомі                                           | Етелуалд                 | немає даних | в один час з папою Боніфацієм V (619—625)                                                              |
| 640-664                                            | Ерконберт                | немає даних | молодший син Едбальда                                                                                  |
| невідомі                                           | Ерменред                 | Irminredus | старший брат Ерконберта                                                                                |
| 664-673                                            | Егберт І                 | немає даних | син Ерконберта                                                                                         |
| 673-685                                            | Глотгер                  | Lotharius rex Cantuariorum Lotharius rex Cancie Clotharius Hlotharius | син Ерконберта володарював разом з Едріком                                                             |
| 685-686                                            | Едрік                    | Eadricus rex Cantuariorum Ædricus rex Edricus | син Екберта I володарював разом з Глотгером                                                            |
| вбитий у 687                                       | Мул                      | Mulo rege regnum Cantie | брат Кедвалли, короля Вессекса                                                                         |
| з 687 або 688, ще володарював у 692 році           | Свегард                  | Suebhardus rex Cantuariorum Sueaberdus rex Cantie | син Sæberht, короля Ессекса володарював разом з Освіном і Вітредом                                     |
| бл. 689                                            | Свеберт                  | Gabertus Suebertus rex Cantuariorum | володарював разом з Освіном                                                                            |
| 689-690                                            | Освін                    | Oswynus rex Cantie Oswinus rex Cantuariorum | володарював разом з Свебертом і Свехардом                                                              |
| з 691 або 692, помер 23 квітня 725 року            | Вітред                   | Wihtredus rex Cantie Wythredus rex Cantuariorum Wihtredus rex Cantuariorum | син Екберта I володарював разом з Свехардом                                                            |
| succeeded 725                                      | Елфріч                   | немає даних | син Вітреда володарював разом зі своїми братами Етельбертом II і Едбертом I                            |
| 725-748                                            | Етельберт ІІ             | Eadbertus rex Cantuariorum terram dimidii Ædbeortus rex Cantie | син Вітреда володарював разом зі своїми братами Етельбертом II і Ельфрічем                             |
| У васальній залежності від Мерсії                  |                          | | |
| 725-762                                            | Едберт І                 | Æthilberhctus rex Cantie Athelbertus rex | син Вітреда володарював разом зі своїми братами Едбетром I і Ельфрічем, і своїм племінником Ердвульфом |
| 747-767                                            | Ердвульф                 | Earduulfus rex Cantuariorum Eardulfus rex Cantiae | син Едберта I володарював разом з Етельбертом II в один час з архієпископом Кутбертом (740—760)        |
| бл. 762                                            | Едберт II                | Eadberht rex Cantiae Ædbertus rex Eadbertus rex Cantie | володарював разом з Сігредом                                                                           |
| бл.762                                             | Сігред                   | Sigiraed rex Cantiae Sigeredus rex dimidie partis prouincie Cantuariorum | володарював разом з Едбертом II                                                                        |
| невідомі                                           | Енмунд                   | Eanmundus rex | володарював в один час з архієпископом Брегувіном (761—764)                                            |
| бл.764-785                                         | Геберт                   | Heaberhtus rex Cantie Heaberhtus rex | володарював разом з Екбертом II                                                                        |
| бл.765-785                                         | Екберт II                | Ecgberhtus rex Cantie Egcberhtus rex Cantiae Egcberht rex Cantie Egcberth rex Cantie Egcberhtus rex | володарював разом з Хебертом                                                                           |
| бл.784                                             | Ельмунд                  | Ealmundus rex Canciæ | батько Едберта III                                                                                     |
| Під прямим управлінням Оффи Мерсійського (785–796) |                          | | |
| 796-798                                            | Едберт III Праен         | no charters; coins: EADBEARHT REX | Повалений і покалічений Кенвульфом                                                                     |
| 797 або 798, помер в 807 році                      | Кутред                   | Cuthredus Rex Cantiae Cuðred rex Cantiae Cuðredus rex cantwariorum | брат Кенвульфа і Кьолвульфа                                                                            |
| бл. 809                                            | Кенвульф                 | Ceonulfus Christi gracia rex Merciorum atque provincie Cancie | брат Кутреда і Кьолфульфа також Король Мерсії (796—821)                                                |
| бл. 822 до 823                                     | Кьолвульф                | Ceolwulf rex Merciorum vel etiam Contwariorum Ceolwulf rex Merciorum seu etiam Cantwariorum | брат Кутреда і Кенвульфа також Король Мерсії (821—823)                                                 |
| 807-825                                            | Бальдред                 | no charters; coins: BALDRED REX CANT | expelled by Æðelwulf in 825                                                                            |
| 825-839                                            | Екберт III               | Ecgberht rex occidentalium Saxonum necnon et Cantuariorum | син Ealhmund володарював в Кенті разом зі своїм сином Етельвульфом також Король Вессекса (802—839)     |
| 825-858                                            | Етельвульф               | Aetheluulf rex Æðeluulf rex Cantrariorum Æthelwolf gratia Dei rex Kanciae Ætheluulf rex Cancie Aeðeluulf Rex Cancie Aetheluulf gratia Dei rex occidentalium Saxonum seu etiam Cantuuariorum Aeðeluulf gratia Dei rex occidentalium Saxonum nec non 7 Cantuariorum Eðelwulf rex occidentalium Saxonum nec non et Cantuariorum Eðeluulfus rex Occidentalium Saxonum necnon et Cantuariorum Æðelulf rex misericordia Dei occidentalium Saxonum ; necnon & Cantuuariorum | володарював разом зі своїм батьком Екбертом III і сином Етельстаном також Король Вессекса (839—856)    |
| 839-851                                            | Етельстан I              | Edelstan rex Kancie Ethelstan Rex Aeðelstan rex Aedelstan rex | володарював разом зі своїм батьком Етельвульфом                                                        |
| 855-865                                            | Етельберт III            | Aeðelberht rex Eþelbearht rex Eðelbearht rex Æthelbertus occidentalium Saxonum necnon et Cantuariorum rex Aeðelbearht rex Occidentalium Saxonum seu Cantuuariorum Aeðælberht rex Occidentalium Saxonum seu Cantuariorum Eðelbearht rex occidentalium Saxonum nec non et Cantuariorum | володарював разом зі своїм батьком Етельвульфом також Король Вессекса (860—865)                        |
| 865-871                                            | Етельред I               | Eðelred rex occidentalium Saxonum . non et Cantwariorum Aeðered rex Occidentalium Saxonum necnon et Cantuariorum | син Етельвульфа король Вессекса (865—871)                                                              |